# Lopidea heidemanni
Lopidea heidemanni är en insektsart som beskrevs av Knight 1917. Lopidea heidemanni ingår i släktet Lopidea och familjen ängsskinnbaggar. Inga underarter finns listade i Catalogue of Life.